# Le Complot des magiciens

Le Complot des magiciens est un roman de dark fantasy de David B. Coe ; c'est le premier tome du cycle La Couronne des sept royaumes, il est paru en France en 2004. Il correspond à la première partie du roman Rules of Ascension paru aux États-Unis en 2002.
Tout comme dans Le Trône de fer de George R. R. Martin, l'histoire est narrée d'un point de vue interne, chaque chapitre présentant le point de vue d'un protagoniste de la saga.

## Résumé
Il y a plusieurs histoires entremêlées, notamment 
- L'histoire de Tavis, futur héritier d'un duc puissant, il semble avoir un grand avenir devant lui...
- L'histoire de Cadel, qui est à la fois un ténor consciencieux et un assassin très doué
- L'histoire de Grinsa, il est gentil, il fait partie d'un peuple qui est connu pour avoir certains dons ; en fait, personne ne le sait, mais il cumule les différents pouvoirs magiques de son peuple